# Mercedes Martínez Moya
Mercedes Ana Martínez Moya, coneguda esportivament com Merche (Barcelona, 10 de desembre de 1950 - Barcelona, 2 d'agost de 2024) fou una futbolista catalana, considerada com una de les jugadores històriques del FC Barcelona femení.
Migcampista, jugà amb el llavors Penya Femenina Barcelonista durant tres temporades (1971-74), amb el qual competí al primer campionat oficiós de Catalunya (1971-72) i fou peça clau de l'equip durant els seus primers anys. Posteriorment, competí amb el Reial Club Deportiu Espanyol. Formà part de l'Agrupació de Jugadores del FC Barcelona i, entre d'altres reconeixements, fou homenatjada pel club blaugrana en un acte institucional per commemorar el 50è aniversari del primer partit de l'equip femení (2020) i en el Dia Internacional de les Dones (2024).